# Shaftsbury
Shaftsbury è un comune degli Stati Uniti d'America, nella contea di Bennington, nello Stato del Vermont.

## Geografia fisica
Secondo lo United States Census Bureau la città occupa un'area di 111,8 km². Il 99,82 % (111,6 km²) è occupata da terreno mentre lo 0,18 % (0,2 km²) da acque.